# Hannibal Magonida
Hannibal Magonida (lub Hannibal I) – kartagiński król z V wieku p.n.e., z dynastii Magonidów.

## Panowanie
Hannibal Magonida (nie mylić z późniejszym i bardziej znanym wodzem Hannibalem Barkasem) był wnukiem Hamilkara poległego w bitwie pod Himerą, zaś synem Giskona, który zmarł na wygnaniu w Selinuncie. Według relacji Diodora Sycylijskiego, Hannibal był wrogo nastawiony do sycylijskich Greków i szukał zemsty za nieszczęścia dziadka i ojca.

Kampania na Sycylii, 409 p.n.e.

W roku 410 p.n.e. Kartagińczycy wsparli sojuszniczą Segestę w walce z Selinuntem. W następnym roku Hannibal Magonida osobiście przeprawił się z armią na Sycylię i pomaszerował z portowego Motye na Selinunt. Po dziewięciu dniach oblężenia Punijczycy zdobyli i splądrowali miasto. Po tym sukcesie Magonida skierował się przeciwko miastu Himera, zapewne chcąc pomścić klęskę swojego dziada Hamilkara, przyjmując do swej armii miejscowych Sykanów i Sykulów. Pomimo syrakuzańskiego wsparcia, Himera również została zdobyta i zniszczona. Po tych sukcesach Hannibal zakończył kampanię wojenną i powrócił do stolicy z bogatymi łupami; jego celem nie był więc podbój całej Sycylii, lecz umocnienie punickiej epikratii, czyli strefy składającej się z fenickich miast na wyspie oraz ziem sprzymierzonych Elymów i Sykanów.
Niedługo później Syrakuzanie pod wodzą Hermokratesa zaatakowali punicką część wyspy, co spotkało się ze zdecydowaną odpowiedzią Kartaginy. Hannibal, wówczas już w starszym wieku, ponownie wyruszył zbrojnie na Sycylię wraz z krewnym Himilkonem synem Hannona, również z rodu Magonidów. Kartagińczycy zaproponowali sojusz miastu Akragas, które jednak opowiedziało się po stronie Syrakuz – wówczas Kartagińczycy oblegli to miasto. Król zmarł podczas oblężenia z powodu choroby. Dowództwo nad punicką armią przejął Himilkon, który kontynuował walki z Syrakuzami.